# Reinhard Dankert

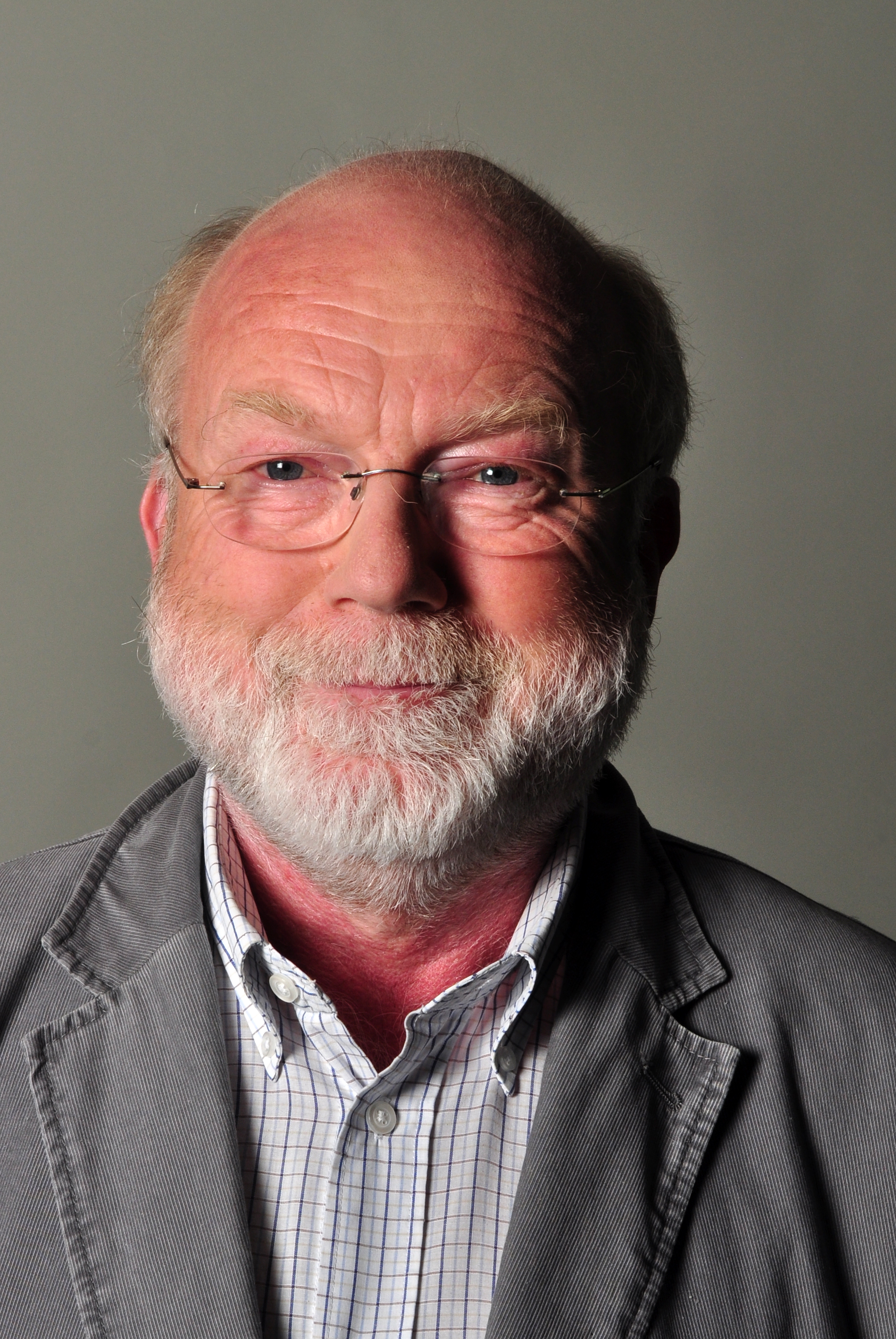
Reinhard Dankert, 2013

 Reinhard Dankert (* 27. Oktober 1951 in Rostock) ist ein deutscher Politiker (SPD). Er war von 1994 bis 2010 Mitglied des Landtags Mecklenburg-Vorpommern und von Dezember 2010 bis Dezember 2016 Landesbeauftragter für den Datenschutz und Informationsfreiheit in Mecklenburg-Vorpommern.

## Leben
Dankert besuchte die Polytechnische Oberschule von 1958 bis 1968 und schloss daran eine Ausbildung zum Schiffselektriker an der Neptunwerft Rostock. Diese Ausbildung schloss er zudem mit dem Abitur ab und es folgte von 1971/72 die Anstellung als Schiffselektriker im Reparaturbereich der Neptunwerft. 
Von 1972 bis 1976 absolvierte er ein Studium der Technischen Elektronik an der Universität Rostock mit dem Abschluss Diplomingenieur. Von 1976 bis 1983 arbeitete er als Forschungs- und Entwicklungsingenieur am Institut für Meereskunde Warnemünde. Es folgte die Tätigkeit als  Forschungs- und Entwicklungsingenieur an der Universität Rostock. Nach der Wiedervereinigung wurde er 1990/91 Referent für Arbeitnehmerfragen des SPD-Landesverband Mecklenburg-Vorpommern und von 1991 bis 1994 Organisationssekretär des DGB Rostock.
Dankert ist verheiratet und hat fünf Kinder.

## Politik
Dankert trat 1989 in die SPD Ortsverein Lichtenhagen (heute Ortsverein Rostock Nord) ein. Er war Gründungsmitglied der Arbeitsgemeinschaft für Arbeit (AfA) in der SPD Ost und bis 2000 deren Landesvorsitzender. Seit 1997 ist er Mitglied im SPD-Landesvorstand und seit 1998 Vorsitzender  des SPD-Kreisverbandes Rostock. Als Kommunalpolitiker war er Mitglied der Selbstverwaltung der AOK Rostock und der AOK Mecklenburg-Vorpommern und jeweils im Verwaltungsrat vertreten. Zudem ist er Mitglied der Gewerkschaft Ver.di.
Von 1994 bis Dezember 2010 war er Mitglied des Landtages von Mecklenburg-Vorpommern. Dort war er von 1994 bis 1998 stellvertretender Vorsitzender des Ausschusses für Arbeit, Gesundheit, Soziales, Familie und Frauen. Von 1998 bis Januar 2010 war er Parlamentarischer Geschäftsführer der SPD-Fraktion. Vom 1. Dezember 2010 bis Dezember 2016 war Dankert Landesbeauftragter für den Datenschutz und die Informationsfreiheit. Im September 2017 ist er aus der SPD ausgetreten, weil er seiner Nachfolgeregelung nicht einverstanden war.

## Einzelbelege
1. ↑  Ex-Spitzenmann tritt aus SPD aus. In: Ostsee-Zeitung. September 2017, abgerufen am 20. Dezember 2019.

| Personendaten    | Personendaten             |
| ---------------- | ------------------------- |
| NAME             | Dankert, Reinhard         |
| KURZBESCHREIBUNG | deutscher Politiker (SPD) |
| GEBURTSDATUM     | 27. Oktober 1951          |
| GEBURTSORT       | Rostock                   |